# Джамиллинский, Самед-бек Джамиль-бек оглы
(Абдул-)Самед-бек Джамиль-бек оглы Джамиллинский (азерб. Səməd bəy Cəmil bəy oğlu Cəmillinski; 1892—1937) — азербайджанский политический деятель, генерал-губернатор Юго-Западного Азербайджана.

## Биография
Самед-бек родился в селе Джамилли в Карабахе в карабахской бекской семье, тесно сплетенной родственными узами со многими азербайджанскими знатными фамилиями (например, с Джеванширами, Исрафилбековыми, Сафикурдскими, Калабековыми и другими). Джамиллинские ведут род от Джамиль-аги (XVII век), первого известного владетеля казахского кочевья Джамилли, потомки которого во второй половине XVIII века во главе оймака текле-муганлы переселились в Карабах.
Мать Самед-бека же Хаджар-ханум была дочерью Хуршидбану Натаван, азербайджанской поэтессы, представительницы карабахского ханского рода. Через свою бабушку Хуршудбану Самед-бек также имел также родственные связи и с нахичеванскими ханами.
Начальное образование получил в моллахане, затем в 1902—1912 годах обучался в Елисаветпольской мужской гимназии. В 1912 году получил свидетельство Елизаветпольской мужской гимназии за № 1066. Высшее образование (юридическое) получил в Императорском Санкт-Петербургском университете.
По данным «Кавказского календаря» на 1917 год — Самед-бек Джамилинский исполнял должность младшего чиновника особых поручений при Елисаветпольском губернаторе.
В июле 1919 года Самед-бек Джамиллинский был направлен азербайджанским правительством в Ордубад, где он начал исполнять должность уполномоченного по специальным поручениям касательно Нахичеванского региона при Карабахском генерал-губернаторстве. С августа 1919 года, после изгнания армянской администрации из Шарур-Нахичевани, Самед-бек был временным исполняющим обязанности нахичеванского генерал-губернатора. На этой должности Самед-бек проводил проазербайджанскую политику на фоне политических интриг ханской семьи и турецкого офицера Халил-бека, однако в конце концов принял решение о том, что правительству следовало бы заменить его другим лицом. В марте 1920 года Самед-бек был отозван в распоряжение МВД (подробнее о деятельности Самед-бека в Шарур-Нахичевани, см. статью «Юго-Западный Азербайджан»).
Упоминается в выпуске британской газеты Lancashire Evening Post 5 апреля 1920, в которой указываются данные на март 1920, по которым Джамиллинский, с тех пор как появился американский арбитр, являлся неоспоримым губернатором Нахчывана в интересах Азербайджана. 18—24 марта, по сообщениям того же выпуска, армяне совершили набеги на мусульманские села и вырезали местных жителей.
После установления советской власти в Азербайджане Абдул-Самед-бек Джамиллинский не эмигрировал, остался на Родине. В ночь с 7 на 8 ноября 1937 года он был расстрелян.

## Семья
Самед-бек Джамиллинский был женат на Шахле-ханум Мир Джаббар-ага гызы Агамировой (1901—1978). Своих детей — сына Джамиль-бека (1925—1954) и дочь Хаджар-ханум (1921—2000) — он назвал в честь родителей.
Шахла-ханум Джамиллинская была моделью при создании памятников своей прабабушке Натаван — на фасаде здания Музея азербайджанской литературы имени Низами и перед бывшим кинотеатром Азербайджан.